# Ceutorhynchus griseus
Ceutorhynchus griseus är en skalbaggsart som beskrevs av Brisout de Barneville 1869. Ceutorhynchus griseus ingår i släktet Ceutorhynchus, och familjen vivlar. Enligt den finländska rödlistan är arten nationellt utdöd i Finland. Enligt den svenska rödlistan är arten nära hotad i Sverige. Arten förekommer i Götaland, Gotland, Öland och Svealand. Artens livsmiljö är torra gräsmarker.